# Joseph Räber (Politiker)
Joseph Räber, auch Josef Räber (* 22. Februar 1872 in Küssnacht; † 30. Oktober 1934 in der Eisenbahn zwischen Bern und Burgdorf; heimatberechtigt in Küssnacht) war ein Schweizer Richter und Politiker (Konservative Volkspartei).

## Leben
Räber besuchte in Einsiedeln das Gymnasium und anschliessend die École Saint Michel in Paris. Er arbeitete im väterlichen Inkassogeschäft mit, studierte danach Recht in Zürich, Strassburg und München und doktorierte im Jahr 1898. Im selben Jahr eröffnete er in Küssnacht ein Anwaltsbüro. Von 1899 bis 1904 war er als Kriminalrichter und in der gleichen Zeit auch als Bezirksrat tätig.
Von 1900 bis 1928 sass Räber im Schwyzer Kantonsrat, welchen er 1902/1903 präsidierte, und von 1904 bis 1916 war er als katholisch-konservativer Regierungsrat Erziehungsdirektor. Als Landammann amtete er von 1908 bis 1910. Räber sass von 1915 bis 1928 im Ständerat, von 1921 bis 1922 als dessen Präsident. Von 1915 bis 1920 war er der kantonale Parteipräsident und von 1920 bis 1928 der Zentralpräsident der Konservativen Volkspartei, der heutigen CVP.
Räber war von 1905 bis 1928 Verwaltungsrat der Schweizerischen Bundesbahnen, von 1920 bis 1928 der Bern-Lötschberg-Simplon-Bahn sowie von 1920 bis 1927 der Rentenanstalt. Im Jahr 1927 war er Direktor der Internationalen Union der Telegraphenverwaltungen.